# Plagiolepis livingstonei
Plagiolepis livingstonei é uma espécie de formiga do gênero Plagiolepis, pertencente à subfamília Formicinae.